# گریگیشکس
گریگیشکس (به لهستانی: Grzegorzewo) در لیتوانی با جمعیت ۱۱٬۵۶۶ نفر است که در ویلنیوس واقع شده‌است.